# Aaron Stone
Aaron Stone je kanadsko-americký televizní seriál stanice Disney XD z let 2009–2010. V České republice byl vysílán na programu Disney Channel od konce roku 2009. Seriál je dobrodružného žánru a je určený převážně pro chlapecké publikum.

## Hlavní informace
Charlie Landers je obyčejný šestnáctiletý mladík ze střední školy, který má moc rád hru "Hrdina povstane". Veliké změny v jeho životě ale nastanou, když ho tvůrce úspěšné videohry "Hrdina povstane" kontaktuje a sdělí, že je na něm, aby zachránil celou planetu před "Omega Defianc". Charlieho úkolem je tedy soustředit se na zneškodnění všech členů Omegy Defiance.

## Hlavní role

### Charlie Landers
Charlie Landers (Kelly Blatz) je nejlepší hráč hry "Hrdina povstane". Své postavě dal jméno Aaron Stone. Když ale tvůrce jeho nejoblíbenější hry přijde o svého bojovníka prodi Omega Defiance, musí povolat právě Charlieho, na kterém nyní je, aby zachránil celou planetu před tímto klanem. Jak ve hře, tak ve skutečnosti.

### Jason Landers
Jason Landers (David Lambert) je bratr Charlieho, nejlepšího hráče hry "Hrdina povstane". Avšak on neví, že se vše ve hře děje i ve skutečnosti. Prozradí mu však okolnosti, že právě jeho bratr je Aaron Stone i ve skutečnosti?

### Emma Lau
Emma Lau (Tania Gunadi) také pracuje pro společnost "Hall Industries". Má sledovat Aarona Stona. Ale Charlie ji bere jako kamarádku. Ona má ale díky panu Hallovi také schopnosti jako on.

### S.T.A.N.
S.T.A.N. (J. P. Manoux) je nejdokonalejší android na světě, který má chránit Charlieho, a také ho učit a jezdit s ním na každou záchrannou misi proti Omega Defiance. Pracuje pro pana Halla a kdyby nebylo jeho, tak už svět jako takový neexistuje.

## Vedlejší role
- Amanda Landers (Shauna MacDonald)
- Ram (Jesse Rath)
- Vas (Vasanth Saranga)
- T. Abner Hall (Martin Roach)
- Chase Ravenwood (Italia Ricci)
- Helix (Xhemail Agaj)
- Dr. Necros (Mif)
- Percy Budnick (Rob Ramsay)
- Kronis (Kent Staines)
- Cerebella (Sarain Boylan)
- Xero (Steven Yaffee)
- generál Cross (Michael Copeman)
- Harrison (Daniel DeSanto)
- Freddie (Philip Nozuka)
- Arkov (Jeananne Goossen)
- Zefir (Tom McCamus)
- Souljacker (Ho Chow)
- Dax (Dillon Casey)
- učitel přírodopisu (Michael Rawlins)